# Jajačka kotlina
Jajačka kotlina je kotlina u središnjem toku Vrbasa, u središnjoj Bosni. U Jajačkoj se kotlini nalaziJajce.
Kotlinu okružuju Podovi na sjeveru, Gola planina na sjeverozapadu i zapadu, Dnolučka planina na jugu i Ranča na istoku. Uzvodno se nalazi Vinačka klisura, a nizvodno kanjon Vrbasa (Podmilačje i Tijesno).